# Nguyễn Hồng Hải (chính khách)
Nguyễn Hồng Hải (sinh ngày 5 tháng 6 năm 1973) là một chính trị gia người Việt Nam. Ông hiện là Ủy viên Ban Thường vụ Tỉnh ủy Bình Thuận, Ủy viên Ban Cán sự Đảng, Phó Chủ tịch Ủy ban Nhân dân tỉnh Bình Thuận, nhiệm kỳ 2021-2026.
Ông từng là đại biểu Quốc hội Việt Nam khóa XIV nhiệm kì 2016-2021, thuộc đoàn đại biểu quốc hội tỉnh Bình Thuận, Ủy viên Ủy ban Khoa học, Công nghệ và Môi trường của Quốc hội, Bí thư Thành ủy Phan Thiết, tỉnh Bình Thuận. Ông lần đầu trúng cử đại biểu Quốc hội năm 2016 ở đơn vị bầu cử số 3, tỉnh Bình Thuận gồm có thị xã La Gi và các huyện: Đức Linh, Tánh Linh.

## Xuất thân
Nguyễn Hồng Hải sinh ngày 5 tháng 6 năm 1973 quê quán ở phường Mũi Né, thành phố Phan Thiết, tỉnh Bình Thuận. 
Ông hiện cư trú ở lô D6, khu tập thể II, khu phố 8, phường Phú Thủy, thành phố Phan Thiết, tỉnh Bình Thuận.

## Giáo dục
- Giáo dục phổ thông: 12/12
- Đại học chuyên ngành Cầu - đường bộ
- Thạc sĩ khoa học kỹ thuật chuyên ngành Cầu - đường bộ
- Cao cấp lí luận chính trị

## Sự nghiệp
Ông gia nhập Đảng Cộng sản Việt Nam vào ngày 7/6/2000.
Ông từng là đại biểu hội đồng nhân dân tỉnh Bình Thuận nhiệm kỳ 2011-2016.
Khi lần đầu ứng cử đại biểu Quốc hội Việt Nam khóa XIV vào tháng 5 năm 2016 ông đang là Tỉnh ủy viên, Đảng ủy viên Khối các cơ quan tỉnh, Phó Bí thư Đảng ủy Sở, Bí thư Chi bộ, Phó Giám đốc Sở Giao thông Vận tải tỉnh Bình Thuận, làm việc ở Sở Giao thông Vận tải tỉnh Bình Thuận.
Ông đã trúng cử đại biểu quốc hội năm 2016 ở đơn vị bầu cử số 3, tỉnh Bình Thuận gồm có thị xã La Gi và các huyện: Đức Linh, Tánh Linh, được 181.138 phiếu, đạt tỷ lệ 68,71% số phiếu hợp lệ.
Ngày 02 tháng 03 năm 2020, ông được điều động tham gia Ban Chấp hành, Ban Thường vụ và giữ chức vụ Phó Bí thư Thành ủy Thành phố Phan Thiết.
Sáng 17 tháng 3 năm 2020, HĐND TP. Phan Thiết (Bình Thuận) khai mạc phiên họp bất thường đã bầu ông Nguyễn Hồng Hải, Phó Bí thư Thành ủy làm Chủ tịch UBND Phan Thiết.
Ngày 5 tháng 8 năm 2020, tại Đại hội đại biểu Đảng bộ thành phố Phan Thiết lần thứ XII, nhiệm kỳ 2020 - 2025, ông được bầu giữ chức vụ Bí thư Thành ủy Phan Thiết.
Ngày 22 tháng 3 năm 2023, tại kỳ họp HĐND tỉnh Bình Thuận lần thứ 13 (kỳ họp chuyên đề), thông qua hình thức bỏ phiếu kín, 100% đại biểu HĐND tỉnh có mặt đã thống nhất bầu ông giữ chức vụ Phó Chủ tịch UBND tỉnh.